# Alphonse Allain
Pour les articles homonymes, voir Allain (homonymie).
 (juin 2022).
Si vous disposez d'ouvrages ou d'articles de référence ou si vous connaissez des sites web de qualité traitant du thème abordé ici, merci de compléter l'article en donnant les références utiles à sa vérifiabilité et en les liant à la section « Notes et références ».
Alphonse Allain, né le 21 décembre 1924 à Querqueville (Manche) et mort le 21 juin 2022 à Cherbourg-en-Cotentin (Manche), est un écrivain régionaliste et poète en langue normande.

## Biographie
Alphonse Allain et son frère jumeau naissent le 21 décembre 1924 dans une famille de cultivateurs. Il est le fils d'Alphonse Allain et Juliette Lepoittevin.
Il apprend d'abord le métier d'agriculteur auprès de ses parents. Avec l'arrivée de la guerre, son frère jumeau et lui-même se font faire des fausses cartes d'identité afin d'éviter d'être enrôlés dans le service du travail obligatoire (STO). Plus tard, Alphonse Allain se fiance et devient apprenti boucher. Son frère reprend l'exploitation agricole de la ferme. Il s'occupe ensuite d'une épicerie, située dans la rue Emmanuel-Liais à Cherbourg-en-Cotentin.
Arrivée à la retraite, Alphonse Allain devient un poète et écrivain actif en langue normande. Il est membre de l'association « Les Amis du Donjon » à Bricquebec depuis 1997. Il fait également partie de l'association normande « Magène » à peu près à partir du même moment.
On lui doit plusieurs recueils : Histouères et poésies normaundes (deux éditions), Dauns nout' prêchi et Les gens d'ichin. De nombreux textes rappellent l'inspiration de la chanson réaliste. À travers ses personnages, l'auteur donne souvent une grande place aux sentiments de la vie quotidienne.
Il est l'auteur du livret des Ouées de Pirou, comédie musicale intégralement en normand réalisée par l'association Magène et présentée au château de Flamanville en juillet 2006. Toujours par l'association Magène, onze de ses poèmes sont mis en musique et interprétés par le compositeur Daniel Bourdelès sur le CD Grans de sablle produit en 2008.
En 2011, à 87 ans, Alphonse Allain demeure un poète actif et continue de produire de nouveaux textes toujours riches en vocabulaire normand.
Il décède de vieillesse le 21 juin 2022 à Cherbourg-en-Cotentin, à l'âge de 97 ans, laissant derrière lui une énorme quantité de textes et poèmes.
Il est enterré à l'église de Querqueville.

## Publications
(Les informations concernant les caractéristiques des ouvrages sont issues du site de l'auteur en 2013).
- (nrm) Histouères et poésies de parch'che nouos  (ill. éd. Charles Corlet), t. 2, Querqueville, compte d'auteur, 1997-1998, 225-235 p., 21 cm (OCLC 465641315, BNF 36166619).
- (nrm) Dauns noute prêchi, Querqueville, compte d'auteur, 2000, 233 p.
- (nrm) Les gens d’ichin, Querqueville, compte d'auteur, 2002, 190 p.
- (nrm) Histouères d’âotefeis dauns le Cotentin, Querqueville, compte d'auteur, 2006, 137 p., 19 cm (présentation en ligne).
- (nrm) Histouères et poésies normaundes, Paris, Jouve, 2007, 219 p., 21 cm (présentation en ligne).
- (nrm) No l’s appelle les Crochus, Querqueville, compte d'auteur, 2008, 216 p.
- (nrm) Dauns men loceis normaund, Querqueville, compte d'auteur, 2010, 210 p.
- (nrm) Le Côtentin, men pais [« Le Cotentin mon pays »], Querqueville, compte d'auteur, 2011.
- (nrm) Noute bouone terre normaunde, Querqueville, compte d'auteur, 2014, 206 p., 24 cm (ISBN 979-10-91704-85-4, OCLC 893836357, BNF 43864125, présentation en ligne).
- (nrm)+(fr) En lâonaunt dauns nous caches [« En flânant dans nos chemins »], Querqueville, compte d'auteur, 2016, 228 p., 24 cm (ISBN 978-2-37277-092-7, OCLC 951168354, BNF 44526479, lire en ligne [PDF]).
- (nrm) La Hague, men pays ente… lé cyil et l'iâo, Querqueville, compte d'auteur, 2018, 245 p. (présentation en ligne).
- (nrm)+(fr) Boujou à touos, La Hague, Oû pyid des phares, 2020, 296 p., 21 cm (ISBN 979-10-91566-30-8, OCLC 1240350975, BNF 46631649, présentation en ligne).
- (nrm)+(fr) Je chaunte ma presqu'île, La Hague, Oû Pyid des Phares, 2021, 236 p., 21 cm (ISBN 979-10-91566-59-9, OCLC 1301503274, BNF 46935619).

### traductions
- (nrm)+(fr) Antoine de Saint-Exupéry (trad. A. Allain), Lé P'tit Prince [« Le p'tit prince »], Sète / Neckarsteinach, Éd. FLAM / Édition Tintenfaß (réimpr. 2019) (1re éd. 2014), 70 p., 18 cm (ISBN 978-2-37277-008-8 et 978-3-94799-405-2, OCLC 1184783339, BNF 44205876).
- (nrm)+(fr) Krystin Vesterälen (conteuse) et Aurélie Vetro (enlumineuse) (trad. A. Allain, librement inspiré et conté d'après « Les 2 amants » lai de Marie de France), La mountanne ès anortaés [« La Colline des Amoureux »], Cherbourg-en-Cotentin, Éditions du Roi barbu, coll. « Collection Galopins », 2020, 15 × 21 cm (ISBN 978-2-902354-13-9, OCLC 1400758854, BNF 46554690). [vidéo] « narration d'Alphonse Allain », sur YouTube, 11 janvier 2020.

### en collaboration
- (nrm)+(fr) A. Allain et Jean-Pierre Montreuil, Fablles et paraboles, La Hague, Oû Pyid des Phares, 2020, 208 p., 21 cm (ISBN 979-10-91566-31-5, OCLC 1240350982, BNF 46627776, présentation en ligne).
- (nrm)+(fr) A. Allain, Maurice Fichet, Thierry Férey (Graund), Jean-Pierre Montreuil, Jean-Claude Léger et al., Countes de la Noué [« Contes de Noël »], La Hague, Oû pyid des phares, 2020, 177 p., 21 cm (ISBN 979-10-91566-36-0, BNF 46630590, présentation en ligne, lire en ligne ).

### Fonds d'archives
- Fonds audios « Les enfants dans la guerre » : Témoignages d'Alphonse Allain réalisés par Marie Tassel à Amfreville (2018) [Durée totale : 47 min 47 s].  Cote : 539 AV 1. Saint-Lô (Manche) : Archives départementales de la Manche (lire en ligne).
  - Fonds : Plage 1 « Alphonse Allain, né en 1924 à Querqueville, a 16 ans à l'arrivée des Allemands. Lui et son frère jumeau se font faire des fausses cartes d'identité par le secrétaire de mairie de Gréville-Hague. Dans leur ferme, des soldats du front de l'Est cantonnent par roulement. À la fin de la guerre, Alphonse assiste à la débâcle allemande et aux pilonnages par les avions alliés » [Durée : 8 min 29 s].  Cote : 539 AV 1/1. Ad de la Manche (lire en ligne). 
  - Fonds : Plage 2 « Lui et son frère aident un jeune juif évadé de la caserne Dixmude à se cacher. Il reste de longs mois avant de repartir chez lui à Verdun. Ils resteront liés après-guerre. Précisions sur la caserne Dixmude. À la fin de la guerre, les soldats allemands occupants la ferme sont des vieux ou des très jeunes gens » [Durée : 10 min 1 s].  Cote : 539 AV 1/2. Ad de la Manche (lire en ligne).
  - Fonds : Plage 3 « Alphonse est témoin de plusieurs bombardements sur Querqueville, Amfreville, Nacqueville et Gréville. Ils aident à la recherche des civils enterrés sous les bombes. Il se souvient du ronronnement des avions précédant et après le Débarquement. Les premiers soldats américains leur distribuent des cigarettes. Ils ont eu la chance de ne jamais avoir été contrôlé par les Allemands » [Durée : 9 min 50 s].  Cote : 539 AV 1/3. Ad de la Manche (lire en ligne).
  - Fonds : Plage 4 « Fin 44, le déminage est en cours. Alphonse et son frère assistent à une explosion qui aurait pu leur être fatale. Alphonse se fiance et part comme apprenti boucher. Les Américains agrandissent la piste d'atterrissage du Polygone à Querqueville avec des engins mécaniques » [Durée : 9 min 29 s].  Cote : 539 AV 1/4. Ad de la Manche (lire en ligne). 
  - Fonds : Plage 5 « Les règlements de compte après-guerre subis par les femmes. Les prisonniers de guerre allemands du camp de Nacqueville encadrés par les FFI. Alphonse se souvient d'un copain d'école, Roger Glinel, mort en résistant. Son père, revenu malade de la guerre 14-18, n'avait plus d'énergie pour entreprendre. Lui est parti boucher tandis que son frère a repris la ferme » [Durée : 9 min 56 s].  Cote : 539 AV 1/5. Ad de la Manche (lire en ligne).